# Manfreda longiflora
Manihot longiflora là một loài thực vật có hoa trong họ Măng tây. Loài này được (Rose) Verh.-Will. mô tả khoa học đầu tiên năm 1975.